# 草绣球
草绣球（学名：Cardiandra moellendorffi）为虎耳草科草绣球属下的一个种。

## 扩展阅读
- 維基物種上的相關：草绣球